# Dr. Stein
Dr. Stein è un brano degli Helloween ed è il primo singolo estratto dal loro terzo album, Keeper of the Seven Keys - Part II.

## Tracce
1. Dr. Stein – 5:03 (Weikath)
2. Savage – 3:26 (Kiske)
3. Livin' Ain't No Crime – 4:43 (Weikath)
4. Victim Of Fate (*) – 6:58 (Hansen)

L'ultima traccia è presente solo nell'edizione in CD ed è una nuova versione con Michael Kiske alla voce.

## Formazione
- Michael Kiske - voce
- Michael Weikath - chitarra solista
- Kai Hansen - chitarra solista
- Markus Großkopf - basso
- Ingo Schwichtenberg - batteria